# المدرسة الإنجيلية الوطنية الخاصة (حمص)
المدرسة الإنجيلية الوطنية الخاصة تأسست مدرسة الثانوية الإنجيلية الخاصة في مدينة حمص في سوريا عام 1855 من قبل الإرساليات الأميركية. وهي ملك الكنيسة الإنجيلية المشيخية في حمص، وعضو في المجمع الإنجيلي الوطني في سوريا ولبنان. 
المدرسة تضم المراحل الدراسية كاملة قبل التعليم الجامعي بدءاً من التحضيري (ماقبل المدرسة) والتعليم الأساسي والتعليم الثانوي حتى الحصول على شهادة التعليم الثانوي بعدد إجمالي للطلاب حوالي 2000 طالباً.

## نبذة تاريخية

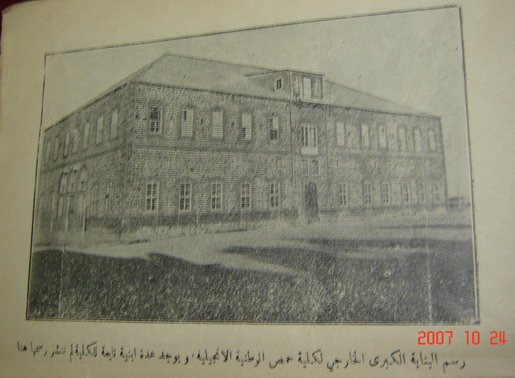
رسم للمبنى الأساسي للمدرسة عام 1907

- أنشئت المدرسة من قبل الإرساليات الأميركية إلى سوريا ولبنان عام 1855، حيث أسست كمدرسة إبتدائية بإدارة وطنية في عقار الكنيسة في بستان الديوان.
- عام 1905، طوّرت المدرسة لتعطي حتى التعليم الثانوي.
- عام 1907 شيّدت جهود وطنية مبنى باب السباع بدون مساعدة من الإرساليات، وأصبح الوكيل القس حنا خبّاز .
- عام 1913 تم قبول الخريجين منها في الجامعة الأميركية في بيروت لأول مرة،بدون امتحان مسبق.
- في الحرب العالمية الأولى، أغلقت الدولة العثمانية المدرسة وأصبحت ثكنة عسكرية.
- بعد استقلال سوريا، تم تغيير اسم المدرسة من الكلية الوطنية إلى المدرسة الإنجيلية الوطنية.[3]
- عام 1978، تم إنشاء المبنى الجديد للمدرسة وإضافة الصفوف التحضيرية (الروضة ماقبل التعليم الأساسي).
- عام 1996 أٌضيف طابق آخر للمدرسة.
- عام 2000 أضيف مبنى إضافي لمرحلة التعليم الأساسي. [1] [2]

## أسماء المدرسة
أول اسم للمدرسة كان  الكلية الوطنية ، وسميت أيضاً النقاء والحب ، كما أطلق الحماصنة عليها اسم المدرسة الإنكليزية لأنها كانت المدرسة الوحيدة في حمص التي تعلّم باللغة الإنكليزية، كما عُرفت أيضاً بمشفى الصليب الأحمر. ومن بعدها احتلها الجيش البريطاني ووضع الصليب أعلى المبنى.
ومن ثمَّ أصبحت المدرسة الإنجيلية الوطنية كإشارة إلى ملكية الكنيسة الإنجيلية لها.

## الحرم المدرسي

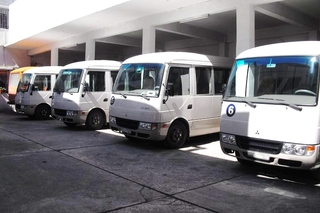
الباصات الجديدة للمدرسة

تقدر ملكية المدرسة في منطقة باب السباع بحوالي 4000 م2، وتحتوي على ثلاثة مباني كل منها من طابقين. وكل قسم له فسحة خاصة به أو حديقة.
من ناحية النقل، تملك المدرسة ستة باصات وتستأجر أكثر من 15 آخرين لنقل الطلاب.

## الجوائز

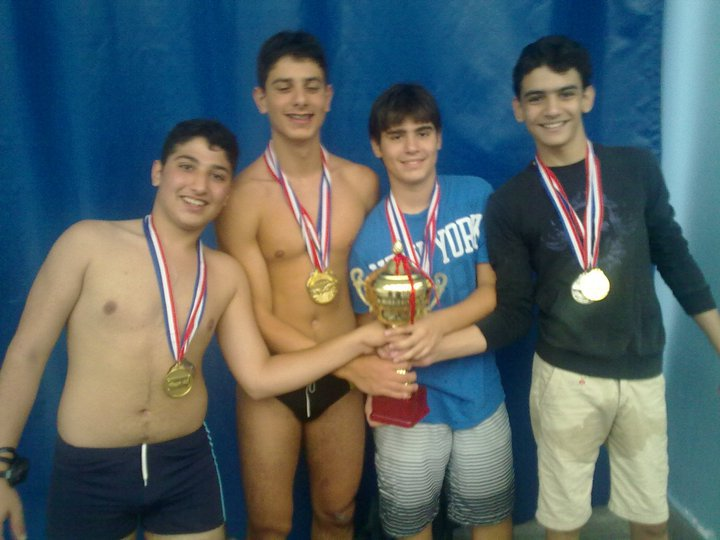
فريق السباحة للمدرسة الإنجيلية الوطنية عام 2010

نظمت مدرسة الشويفات الدولية عام 2008 بحمص مسابقة رياضية متنوعة لعدة مدارس وحصدت منها المدرسة الإنجيلية الوطنية عدة جوائز.

### فهرس المراجع
1. 1 2  حسن اللقيس, ed. (2011). "The National Evangelical School" [المدرسة الإنجيلية الوطنية] (بالإنجليزية). Where in Homs. Archived from the original (HTML) on 2016-03-04. Retrieved 2020-05-12. {{استشهاد ويب}}: الوسيط غير المعروف |سنة الوصول= تم تجاهله يقترح استخدام |date= (help) and الوسيط غير المعروف |لمكان= تم تجاهله (help)
2. 1 2   "الثانوية الإنجيلية الوطنية بحمص". السينودس الإنجيلي الوطني في سوريا ولبنان. مؤرشف من الأصل في 2013-09-28. اطلع عليه بتاريخ 2020-05-12. {{استشهاد ويب}}: الوسيط غير المعروف |سنة الوصول= تم تجاهله يقترح استخدام |date= (مساعدة)
3. ↑  كنان متري (الأحد 10 كانون الثاني 2010). ""الثانوية الإنجيلية" أقدم مدارس "حمص"". سوريا: eSyria. مؤرشف من الأصل في 2020-05-12. اطلع عليه بتاريخ 2020-05-12. {{استشهاد ويب}}: تحقق من التاريخ في: |تاريخ= (مساعدة)، الوسيط غير المعروف |سنة الوصول= تم تجاهله يقترح استخدام |date= (مساعدة)، والوسيط غير المعروف |شهر= تم تجاهله يقترح استخدام |تاريخ= (مساعدة)
4. ↑  كنان متري (الأربعاء 07 أيار 2008). "الشويفات تحصد اللقب". سوريا: eSyria. مؤرشف من الأصل في 2020-05-11. اطلع عليه بتاريخ 2020-05-12. {{استشهاد ويب}}: تحقق من التاريخ في: |تاريخ= (مساعدة)، الوسيط غير المعروف |سنة الوصول= تم تجاهله يقترح استخدام |date= (مساعدة)، والوسيط غير المعروف |شهر= تم تجاهله يقترح استخدام |تاريخ= (مساعدة)